# Günter Kalwert

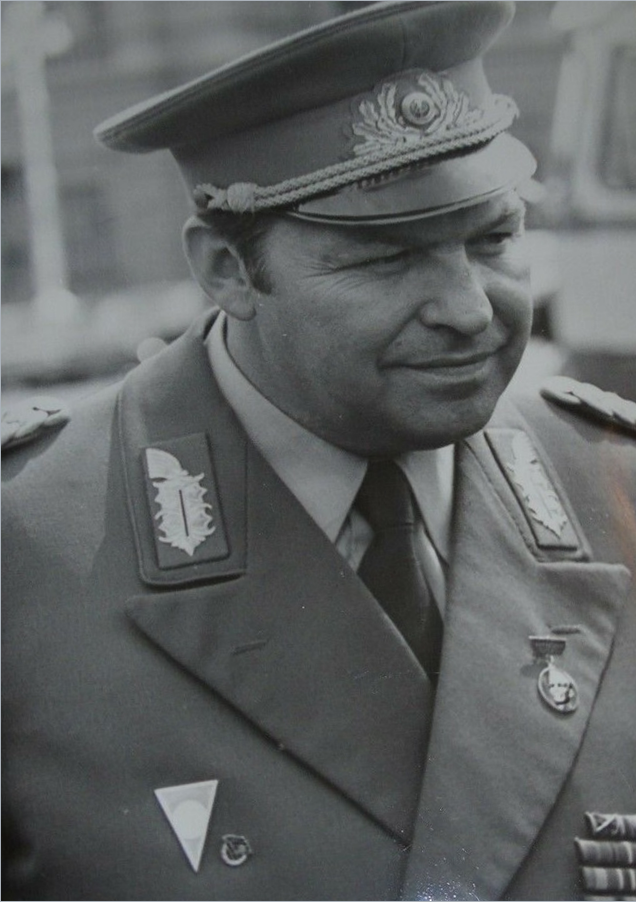
Günter Kalwert

Günter Kalwert (* 15. Juli 1930 in Stettin) ist ein ehemaliger deutscher Militärjurist. Er war Generalmajor der NVA und Stellvertreter des Ministers der Justiz der DDR.

## Militärische Laufbahn
Der Sohn eines Arbeiters war nach seinem Schulbesuch, den er mit der Mittleren Reife abschloss, von 1945 bis 1948 Landarbeiter, Schüler und Rechtspraktikant. 
Am 16. Dezember 1948 trat er in die Volkspolizei ein und war dort bis 1953 zunächst Anwärter, später Offiziersschüler, Gruppen- und Zugführer sowie Kompaniechef. Er war in dieser Zeit in verschiedenen Volkspolizei-Dienststellen in Quedlinburg, Burg und Eggesin eingesetzt. 1949 trat er der SED bei. 1953 nahm Kalwert als Kursant am 1. Juristenlehrgang im Ministerium des Innern teil, um danach von 1954 bis 1955 Untersuchungsführer bei der Staatsanwaltschaft der Volkspolizei zu werden. Von 1955 bis 1956 war er Staatsanwalt in der Hauptverwaltung der Deutschen Volkspolizei (HVDVP) sowie anschließend bis 1958 stellvertretender Staatsanwalt der kasernierten Einheiten des Ministeriums des Innern. 1958 stieg Kalwert zum stellvertretenden Staatsanwalt im Kommando der Deutschen Grenzpolizei auf, was er bis 1960 blieb.
Danach war er von 1961 bis 1962 Leiter der Abteilung Allgemeine Aufsicht beim Militäroberstaatsanwalt. 1962 wurde Kalwert Leiter der neugeschaffenen Hauptabteilung Militärgerichte im Ministerium der Justiz und 1988 Stellvertreter des Ministers der Justiz in Berlin. Hier erfolgte am 1. März 1976 seine Ernennung zum Generalmajor. Kalwert wurde am 27. Juni 1990 von der Regierung de Maizière als stellvertretender Minister abgelöst, blieb aber Leiter der Abteilung Militärgerichte bis zu seiner Entlassung am 30. September 1990. 

## Auszeichnungen
- Ehrentitel Verdienter Jurist der Deutschen Demokratischen Republik[3]
- Kampforden „Für Verdienste um Volk und Vaterland“ in Silber
- 1984 Vaterländischer Verdienstorden in Silber[4]